# Persoonia brevifolia
Persoonia brevifolia är en tvåhjärtbladig växtart som först beskrevs av George Bentham, och fick sitt nu gällande namn av L.A.S. Johnson & P.H. Weston. Persoonia brevifolia ingår i släktet Persoonia och familjen Proteaceae. Inga underarter finns listade i Catalogue of Life.